# Pfitzner-Moffatt-oxidatie
De Pfitzner-Moffatt-oxidatie (vaak gewoonweg de Moffatt-oxidatie genoemd) is een organische reactie waarbij een primair of secundair alcohol met dimethylsulfoxide wordt geoxideerd tot respectievelijk een aldehyde of keton. Opmerkelijk is dat - in tegenstelling tot de Jones-oxidatie - het primair alcohol niet verder geoxideerd wordt tot een carbonzuur.
De reactie wordt echter zeer weinig toegepast omdat de opbrengst niet altijd hoog is en omdat er vaak nevenproducten of mengsels gevormd worden. De verwante Swern-oxidatie wordt veel vaker toegepast als alternatief.

## Reactiemechanisme
Dimethylsulfoxide wordt geactiveerd met een carbodi-imide, doorgaans N,N'-dicyclohexylcarbodi-imide (DCC), en vormt daarbij een alkoxysulfoniumylide. Dit intermediair ondergaat vervolgens een omlegging tot het eindproduct.